# Kalogeri
Kalogeri (gr. Καλόγεροι) – trzy niezamieszkane skały znajdujące się w centralnej części Morza Egejskiego. Nazywane są zarówno Kalogeros Androskim, jak i Kalogeros Chioskim. Znajdują się 26 mil morskich na północny wschód od przylądka Kampanos na wyspie Andros i 24 mile morskie na południowy zachód od Andipsary. Administracyjnie są częścią Regionu Wyspy Egejskie Północne, jednostki regionalnej Chios oraz gminy Psara od 2001 r.

## Geografia
Wyspy te geograficznie przynależą do kontynentu europejskiego, natomiast reszta jednostki regionalnej Chios, czyli Andipsara, Chios, Inuses oraz Psara, należy geograficznie do kontynentu azjatyckiego.

## Historia
O Kalogeri wspomnieli Strabon i Pliniusz Starszy. Pliniusz wspomniał wielką wyspę Kalogeros jako „Skopelos”. Spośród nowszych podróżników, pierwszym, który opisał Kalogeros, był florencki ksiądz Cristoforo Buondelmonti w 1420 roku. Wyspa była również zaznaczona na mapach z XVI i XVII wieku w połowie drogi między cieśninami Tinos i Chios.
W Wielkim Kalogeros znajdują się pozostałości pustelni-klasztoru, w którym żyli mnisi ascetyczni. Pierwszy opis klasztoru na szczycie wyspy pochodzi z 1485 r., chociaż francuski podróżnik André Thevet twierdził, że XII-wieczny bizantyjski kronikarz Zonaras mieszkał przez pięć lat w Kalogeros Andorskim i że był tam klasztor. W kwestii pożywienia korzystali z przepływającego statku, z którego czerpali niewielkie zapasy żywności, którą nieśli w koszyku do swojej pustelni. Wszystkie przedstawienia Wielkiego Kalogeros pokazują istnienie klasztoru wraz z dźwigiem, na którego końcu znajdowała się łódź, dzięki czemu można było transportować ludzi i towary na wyspę, której zbocza były zbyt strome, aby się na nie wspiąć, podczas gdy są tam również znakomite domy i uprawy. Na rycinie Francesca Piancenzy z 1688 r. widać również fortyfikacje z okrągłą wieżą, a zabudowania można zobaczyć na dwóch sąsiednich wysepkach na południu o nazwach: „Chirana” i „Lesindra”. Wyspę narysował z wielką precyzją Vincenzo Maria Coronelli w swojej książce opublikowanej w 1696 roku.
Z inskrypcji w klasztorze wynika, że towary zbierano od egejskich kupców, co przyczyniło się do tego, że klasztor w Kalogeros zgromadził wielkie bogactwo, pochodzące czy to z piractwa, czy z przechowywania cennych towarów w klasztorze. W 1687 r. Anglik Bernard Randolph w swojej książce „The Present State of the Islands in the Archipelago” (z ang. Obecny stan wysp na archipelagu) (Oxford 1687) doniósł, że podczas przeprawy przez Smyrnę usłyszał, że wysepka Kalogeros, położona między Andros i Chios, została wysadzona w powietrze, co spowodowało, że mieszkańcy wyspy zginęli, a większość wyspy uległa zawaleniu, nie wspomniano jednak o przyczynach eksplozji. Pisze także: „Słyszałem, jak wielu kupców ze Smyrny mówiło, że ich pieniądze i pieczęcie straciły na wartości, gdy wyspa została wysadzona w powietrze. Wiele skał zatrzęsło się aż po Tinos i Andros! Do dziś istnieje bardzo mała część wyspy.”.

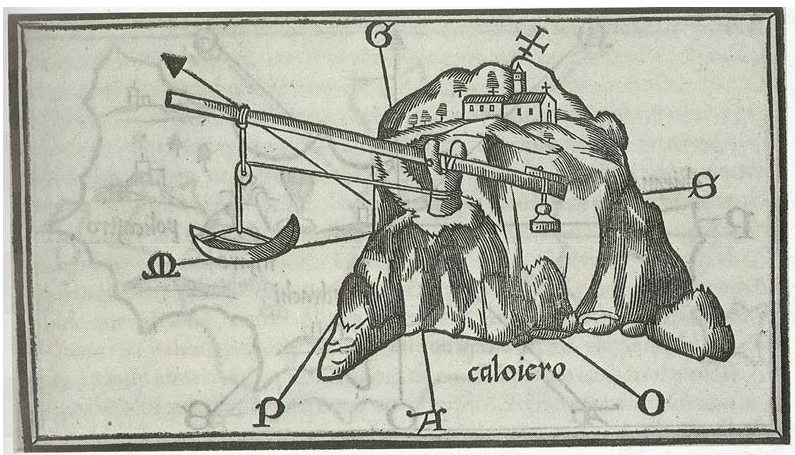
Przedstawienie wyspy autorstwa Benedetta Bordonego(inne języki) (rok 1537)
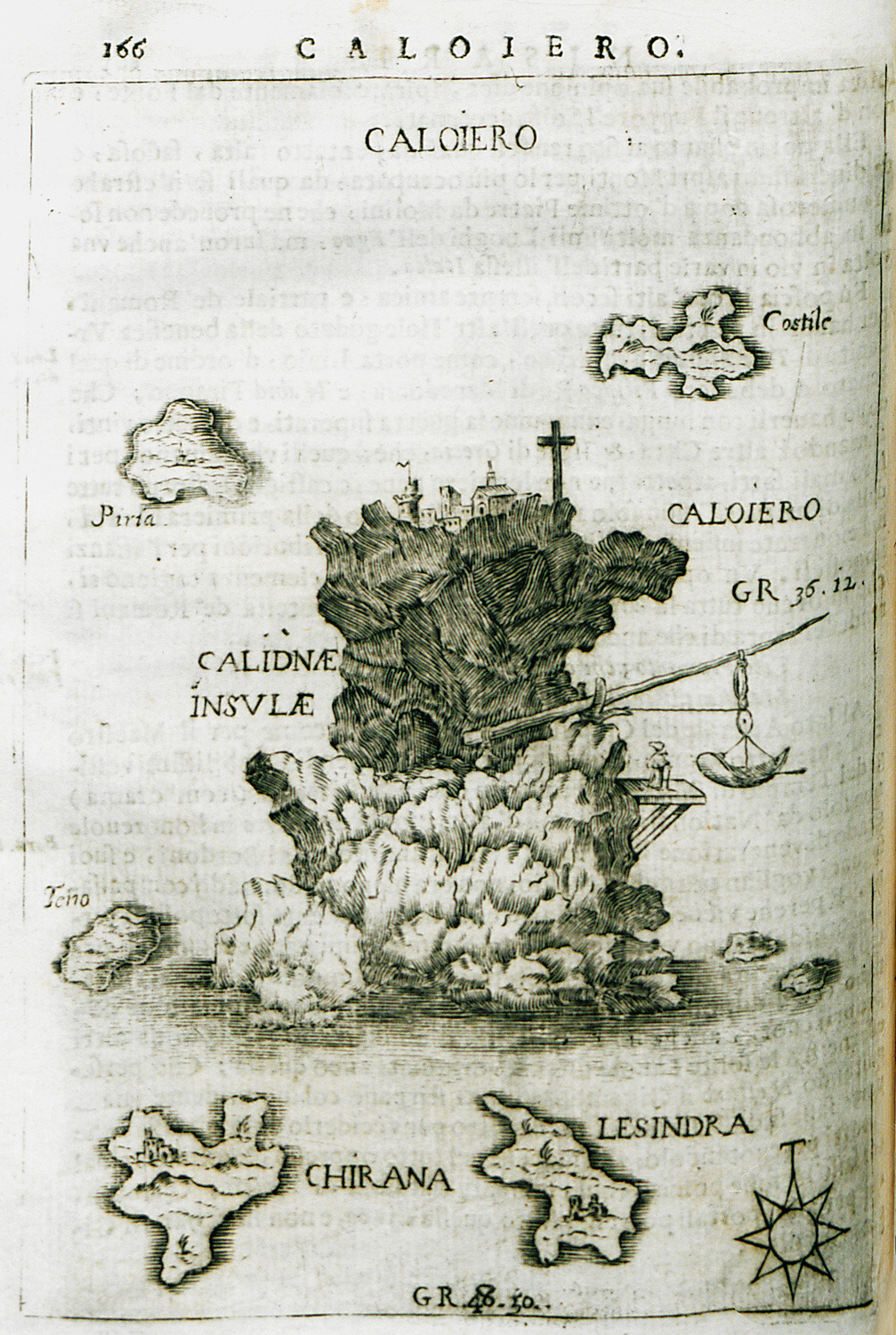
Reprodukcja autorstwa Francesca Piancenzy(inne języki) (rok 1688)
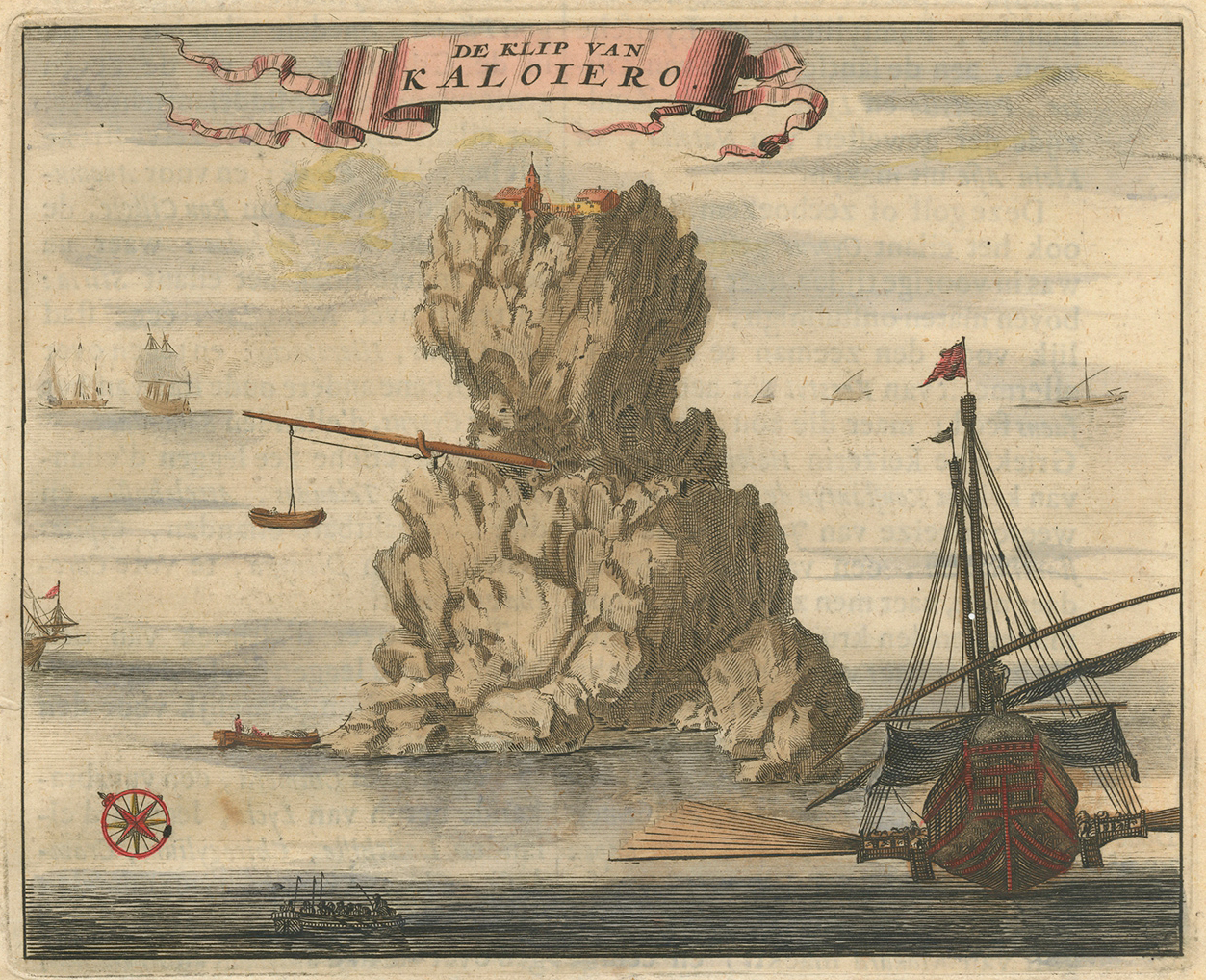
Ilustracja autorstwa Olferta Dappera(inne języki) (rok 1688)
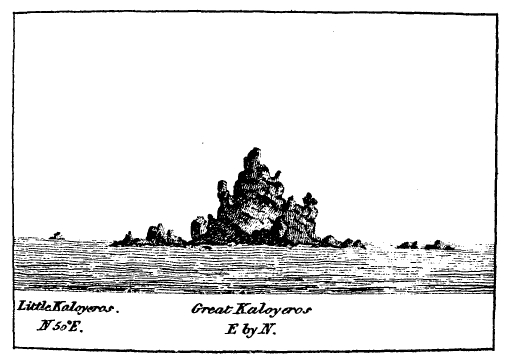
Przedstawienie Wielkiego Kalogeros autorstwa Francisa Beauforta (rok 1812)

Później wyspa służyła różnym flotom jako poligon, dlatego dziś znajduje się na niej wiele fragmentów pocisków. W 1920 roku na wyspie Wielki Kalogeros zainstalowano automatyczną latarnię morską, aby ułatwić nawigację ze względu na niebezpieczne skały wokół wyspy. Wspomniał o tym G. K. Giagaki i w swojej historii wyspy podał, że według spisu ludności z 1940 r. wyspa Wielki Kalogeros liczyła 6 mieszkańców, którzy – jak dodał – prawdopodobnie byli marynarzami monitorującymi obszar morski w oczekiwaniu na włoski atak. Podczas okupacji Niemcy zbudowali na wyspie składy wody i amunicji, które istnieją do dziś. Obecnie w dużym klasztorze działa metalowa latarnia morska, a w listopadzie 2006 roku skradziono jej ruchome elementy i baterie.

## Opis
Kalogeri składają się z dwóch skalistych wysepek. Wielki Kalogeros, ma powierzchnię 6 akrów, wysokość 36,5 metra i długość linii brzegowej 302 metrów. Skała jest pozbawiona roślinności. Wokół niego znajduje się mnóstwo niskich skał, których morze ledwo wystaje ponad powierzchnię (Choirades). Na południowym wschodzie znajduje się przedłużenie wyspy z suchymi skałami, które utrudniają podejście do głównej wyspy. Najbezpieczniejsze kotwicowisko znajduje się na południu, chociaż jest tam niebezpiecznie. Otaczają ją wody, które gwałtownie się pogłębiają i w niewielkiej odległości od skały osiągają nawet 70 metrów. W skałach wykuto stopnie. Na szczycie znajduje się żelazna latarnia morska, która zastąpiła starszą, kamienną. Patrząc z północnego wschodu, Wielki Kalogeros przypomina żaglowiec. W odległości 1400 metrów na północny wschód od Wielkiego Kalogeros znajduje się Mały Kalogeros, który ma powierzchnię 1,8 akra, linię brzegową o długości 237 metrów i wysokość zaledwie jednego metra. Otaczają ją płycizny, które sięgają kilkudziesięciu metrów w kierunku południowym. Pochodzenie skał jest wulkaniczne.

## Znaczenie geopolityczne
Położenie archipelagu Kalogeri, mniej więcej na środku Morza Egejskiego, sprawia, że mają one duże znaczenie. Znajdują się one w środkowej części Morza Egejskiego, w znacznej odległości od najbliższych wysp i stanowią ważne obserwatorium w kluczowym punkcie Morza Egejskiego, umożliwiające kontrolę statków przepływających przez ten obszar. Ponadto istnienie tych wysepek zwiększa powierzchnię wód greckich wokół tych skał o 6 mil morskich, a tym samym zmniejsza obszar wód, z których może korzystać żegluga międzynarodowa, dzięki czemu łatwiej je kontrolować. Wielki Kalogeros ma wystarczająco dużo powierzchni, aby umożliwić budowę odpowiedniej infrastruktury, np. lądowisko dla helikopterów, urządzenia komunikacyjne i zbiornik na deszczówkę, które miały służyć jako zaawansowany punkt obserwacyjny.